# كييل يوهانسون (لاعب كرة مضرب)
كييل يوهانسون (بالسويدية: Kjell Johansson)‏ هو لاعب كرة مضرب سويدي، ولد في 12 فبراير 1951 في Dalsjöfors ‏ في السويد.

## وصلات خارجية
- كييل يوهانسون على موقع رابطة محترفي التنس (الإنجليزية)
- كييل يوهانسون على موقع الاتحاد الدولي لكرة المضرب (الإنجليزية)
- كييل يوهانسون على موقع كأس ديفيز (الإنجليزية)
- كييل يوهانسون على موقع خلاصة التنس.كوم (الإنجليزية)